# Roger Paré
Pour les articles homonymes, voir Paré.
Roger Paré (Acton Vale, 19 février 1947 – Laval, 27 mars 1995) est un homme politique et syndicaliste québécois.

## Biographie

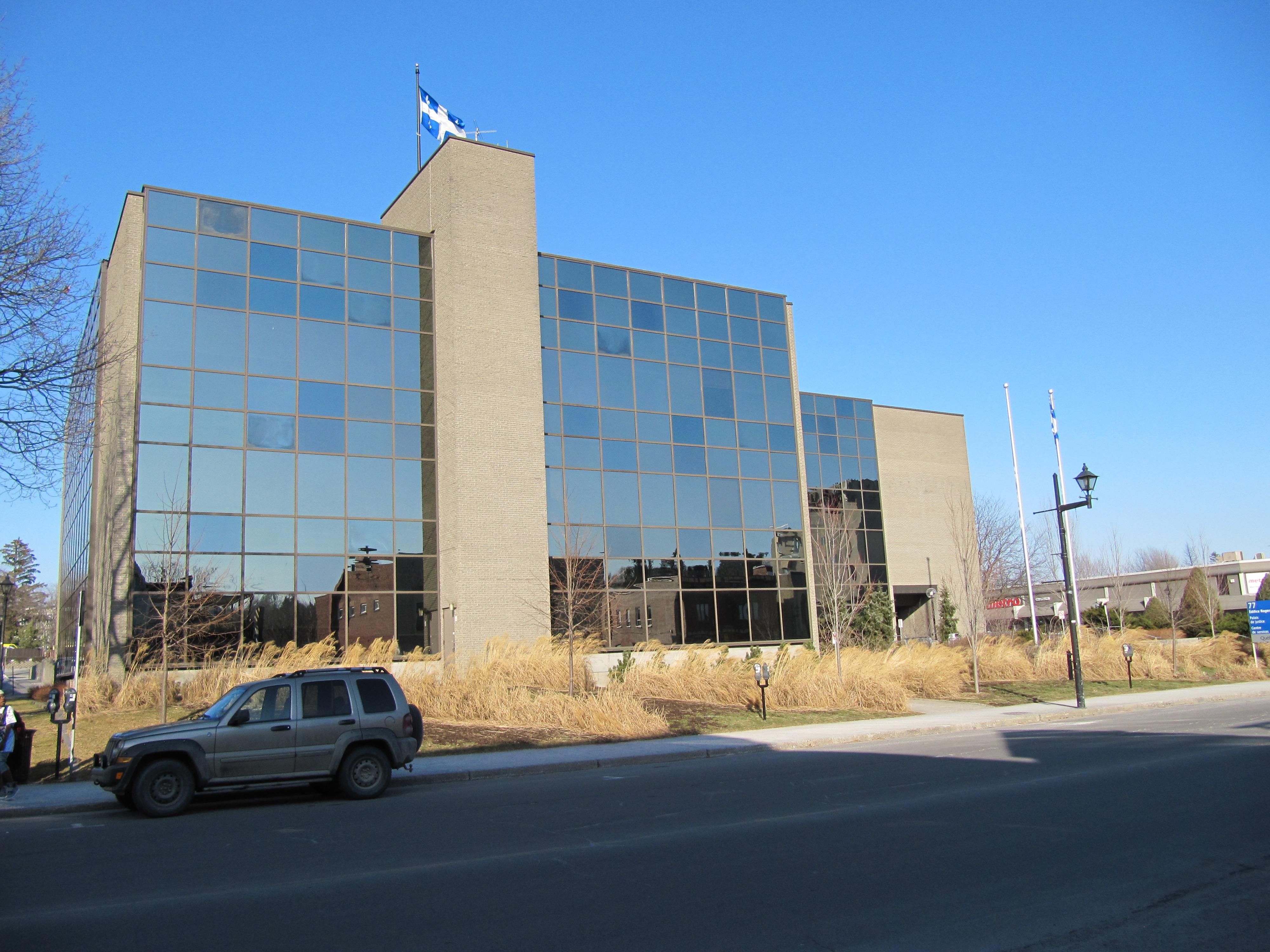
Édifice Roger-Paré à Granby

Né à Acton Vale, il étudie à l'école Saint-André d'Acton Vale et à l'école Sacré-cœur de Granby ainsi qu'à l'Université de Sherbrooke où il obtient un certificat d'administration générale en 1976.
Il travaille notamment à la Coopérative agricole de Granby (aujourd'hui Agropur) de 1966 à 1981 où il occupe le poste de coordonnateur des ventes entre 1978 et 1981. Il est également le président fondateur du Syndicat national des employés de bureau de la Coopérative agricole de Granby.
En 1981, il est élu député du Parti québécois dans Shefford. Il est réélu en 1985 et en 1989.
Durant ses mandats il est notamment vice-président de la Commission des affaires sociales, adjoint parlementaire du ministre de l'Enseignement supérieur, de la Science et de la Technologie, président du conseil des députés du Parti québécois, vice-président de la Commission de l'éducation et vice-président de la Commission de la culture. Le 2 janvier 1994 il démissionne du poste de député. Il meurt le 27 mars 1995 à Laval.
L'édifice Roger-Paré, servant notamment de palais de justice à Granby est nommé en son honneur.